# President de Cantàbria
El President de Cantàbria és el màxim representant de Cantàbria, així com del seu govern. Actualment i des de 2015 ho és Miguel Ángel Revilla Roiz.
| Núm. | Nom                                       | Inici | Fi         | Partit |
| ---- | ----------------------------------------- | ----- | ---------- | ------ |
| 1.   | José Antonio Rodríguez Martínez           | 1982  | 1984       | Cap    |
| 2.   | Ángel Díaz de Entresotos Mier             | 1984  | 1987       | AP     |
| 3.   | Juan Hormaechea Cazón (Primer mandat)     | 1987  | 1990       | Cap    |
| 4.   | Jaime Blanco García                       | 1990  | 1991       | PSOE   |
| 5.   | Juan Hormaechea Cazón (Segon mandat)      | 1991  | 1995       | UPCA   |
| 6.   | José Joaquín Martínez Sieso               | 1995  | 2003       | PP     |
| 7.   | Miguel Ángel Revilla Roiz (Primer mandat) | 2003  | 2011       | PRC    |
| 8.   | Ignacio Diego                             | 2011  | 2015       | PP     |
| 9.   | Miguel Ángel Revilla Roiz (Segon mandat)  | 2015  | Actualitat | PRC    |